# Ед Коч
Ед Коч (англ. Ed Koch; нар. 12 грудня 1924 — пом. 1 лютого 2013) — американський політик, що обирався на посаду мера Нью-Йорка тричі з 1978 по 1989 роки.
Коч став мером у 1978 і попрацював на цій посаді 3 терміни. Під його керівництвом місто вийшло з економічної кризи, пережило будівельний бум і стало на шлях подолання злочинності, яка панувала там у 1970-их.
Кочу вдалося впоратися із загальним страйком працівників міської транспортної системи, який стався у 1980, епідемією СНІДу в Нью-Йорку, та великим корупційним скандалом на найвищому рівні.
Мав особливі сентименти до українців, які жили в Нью-Йорку. За даними істориків, батьки Коча приїхали в США з України — із села Устечко, що на Тернопільщині. Неодноразово брав участь в зборах українських організацій, зокрема Українського Конгресового Комітету Америки (УККА)

## Обставини смерті
Напередодні Коч був госпіталізований через ускладнення з диханням. За останній місяць він побував на лікарняному ліжку чотири рази. Проблеми із серцем і легенями почалися у колишнього мера Нью-Йорка в 1990 році, практично відразу після закінчення його останнього терміну перебування у кріслі мера.
На цей же день був запланований прем'єрний показ біографічного фільму Коча режисера Ніла Барських, документальної стрічки про політика.

## Особисте життя
Коч ніколи не одружувався, а чутки про його сексуальну орієнтацію стали проблемою на виборах мера 1977 року, коли з'явилися плакати та плакати (від яких відмовився передвиборчий штаб Ендрю Куомо) з гаслом «Голосуйте за Куомо, а не за гомосексуала». Коч засудив цей напад.
У 1989 році Коч дав інтерв'ю про книгу, яку він написав у співавторстві з кардиналом Джоном Дж. О'Коннором. Коли інтерв'юер попросив Коча пояснити свої погляди на гомосексуальність стосовно О'Коннора, Коч відповів: «Я вважаю, що в гомосексуальності немає нічого поганого. Це те, чим тебе створив Бог. Так сталося, що я гетеросексуал». В інтерв'ю журналу «New York» він сказав: «Послухайте, немає сумнівів, що деякі ньюйоркці вважають мене геєм, і все одно проголосували за мене. Переважній більшості байдуже, а інші так не думають. І мені байдуже в будь-якому разі!» На політичних заходах його часто супроводжувала його подруга Бесс Майєрсон, яка також була співголовою його передвиборчої кампанії 1977 року.
У статті 2022 року газета «Нью-Йорк таймс» підтвердила гомосексуальність Коча, ґрунтуючись на інтерв'ю з близькими людьми. «Таймс» повідомила, що Коч розкривав свою сексуальну орієнтацію лише друзям, які також були геями. Було відомо лише про одні його тривалі стосунки — з консультантом з питань охорони здоров'я Річардом В. Натаном. Коч розірвав ці стосунки невдовзі після обрання мером. У 1980-х роках активіст і письменник Ларрі Крамер, який критикував дії Коча щодо боротьби з епідемією СНІДу, безуспішно намагався викрити його, дізнавшись про стосунки з Натаном. Це вплинуло на рішення Коча не робити камінг-ауту до кінця свого життя, оскільки він «не хотів давати таким активістам, як пан Крамер, задоволення бачити його камінг-аут після того, як вони так сильно намагалися здійснити його викриття».